# توم بومغارت
توم بومغارت (بالألمانية: Tom Baumgart)‏ هو لاعب كرة قدم ألماني في مركز الهجوم، ولد في 12 نوفمبر 1997 في فرايبرغ في ألمانيا. لعب مع إرتسغيبيرغه آوه وكيمنتزر.

## وصلات خارجية
- توم بومغارت على موقع قاعدة بيانات كرة القدم.إي يو (الإنجليزية)
- توم بومغارت على موقع Soccerway.com (الإنجليزية)
- توم بومغارت على موقع عالم كرة القدم.نت (الإنجليزية)